# Sárkányfürdő-barlang
A Sárkányfürdő-barlang a Cserhát hegységben, Ecseg külterületén helyezkedik el. Az eróziós eredetű üreg nem barlang, mert zárt szelvényére merőleges kiterjedése nem éri el a 2 métert.

## Leírás
Az üreg a Nyugati-Cserhátban lévő Bézma–Tepke-hegycsoportban, a Magas-hegyet (392 m magas) és a Közép-hegyet (413 m magas) egymástól elválasztó Cserkúti-patak (más néven Egres-patak) völgyében, az 5223-as barlangkataszteri területen van. Ecseg szélén, a településtől ÉNy-ra 3 km-re, a Cserkúti-patak völgyében helyezkedik el. Annak a gázlónak közelében található, amelyen átmegy a völgyben haladó kocsiút a patak túloldalára. Ecseg központja felől megközelíthető a Zsunyi-patak völgyén átvezető, kék + jelzésű turistaúton, É felé haladva. A turistaúton a Ribártanyáig (Szigethi malom) kell menni, majd onnan le kell térni a turistaútról balra (ÉNy-ra), a Cserkúti-völgybe vezető kocsiútra. A kocsiút a Magas-hegy oldalának alján vezet, és a Ribártanyától kb. 2 km-re átvág az időszakos patak túlsó partjára, a Közép-hegy oldalába. Közvetlenül itt, a sziklás patakmederben, kb. 240 m tszf. magasságban fekszik az üreg.
A Cserkúti-patak sziklás medrének egyik meanderében, a patakmeder Közép-hegy felőli oldalában van az üreg. DNy-ra tekint a 2,3 m széles és 1,65 m magas üregbejárat. Egy befelé lejtő fülkéből áll az üreg, melynek befoglaló (oldalfalait és mennyezetét alkotó) kőzete kompakt (szálbanálló) augitandezit. Kőtörmelékes, iszapos hordalék van az alján. Az időszakos patak medre a vizet az üregbe vezeti, majd az örvénylő víz a fülkéből kicsapva folytatja útját folyásirányba. Jelenleg is bővíti a fülkét a patak oldalazó eróziója. Az üreg falán jól látszik (meszes bekérgeződés formájában) a vízállás nyoma. Ugyanis a pataknak (bár andezitsziklák között folyik) meglehetősen magas a mésztartalma. A környéket foltokban takaró lajtamészkő miatt magas a mésztartalom. Ezek az apró, fodros, szürke mészképződmények csak a fal rendszeresen víz alá kerülő részén jöttek létre. Felül a bevonat nélküli, sötét szálkő andezit figyelhető meg.
1988-ban volt először Sárkányfürdő-barlangnak nevezve az üreg az irodalmában.

## Kutatástörténet
Az Alba Regia Barlangkutató Csoport 1988. évi évkönyvében az olvasható, hogy a Sárkányfürdő-barlang publikációban még nem szerepelt. Ribár Balázs, egy helyi lakos (Ecseg, Ribártanya, más néven Szigethi malom) útmutatása alapján találták meg Eszterhás Istvánék az üreget, melynek nevét is Ribár Balázstól hallották. Tehát, a környéken élők ismerték korábban is, de nincs említve sem szakmai, sem ismeretterjesztő (turisztikai) írásokban. A barlang éppen csak meghaladja a minimális barlangméretet, mert 2,05 m hosszú. Szélessége hasonló, magassága a bejárattól lépcsőzetesen alacsonyodik 80 cm-ig. Beraeodes minutus bábházak vannak a fülke falán. A bábházak 6–8 mm nagyságúak. A helyszín részletes morfológiai megfigyelése alapján azt állapították meg az Alba Regia Barlangkutató Csoport tagjai, hogy a barlang az időszakos patak oldalazó eróziója miatt keletkezett, illetve pontosabban ez a legutóbbi (napjainkban is ható) fázisa a barlangképződésnek. Nem kizárható azonban az, hogy a barlang egy máshogy kialakult kisebb üregből fejlődött tovább.
A barlang, mivel patakmeder falában húzódik, meglehetősen nedves még akkor is, amikor nem folyik víz a mederben, hidrológiailag aktív időszakban pedig harmadáig, feléig víz tölti ki. A barlang mennyezetén láttak néhány szúnyogot, a mészkérges falhoz pedig rengeteg üres tegzesépítmény ragadt. Az aláhajló részeken, a barlang aljának kövein Stenophylax stellatus tegezeit figyelték meg Eszterhás Istvánék. Ezek a tegezek nagyobb, 2–3 cm-es kőmorzsákból épültek. Amikor a barlangban nincs víz, akkor segédeszköz használata nélkül megtekinthető a kicsi, helyi jelentőségű fülke.
A kéziratba bekerült a Sárkányfürdő-barlang (Ecseg, Cserkúti-völgy, 240 m tszf.) alaprajz térképe, metszet térképe és az üreg bejáratának szelvény térképe. Az alaprajz térképen látható a metszet és a bejárati szelvény elhelyezkedése a barlangban. A metszet térképen látható a bejárati szelvény elhelyezkedése a barlangban. A bejárati szelvény térképen megfigyelhető a metszet elhelyezkedése a barlangban. A térképek 1:50 méretarányban ábrázolják az üreget. A térképlapon (az alaprajz térkép használatához) jelölve van az É-i irány. A térképlapon van egy helyszínrajz, amely az Ecsegen lévő üregek földrajzi elhelyezkedését mutatja be. A helyszínrajzon látható a Sárkányfürdő-barlang földrajzi elhelyezkedése is.

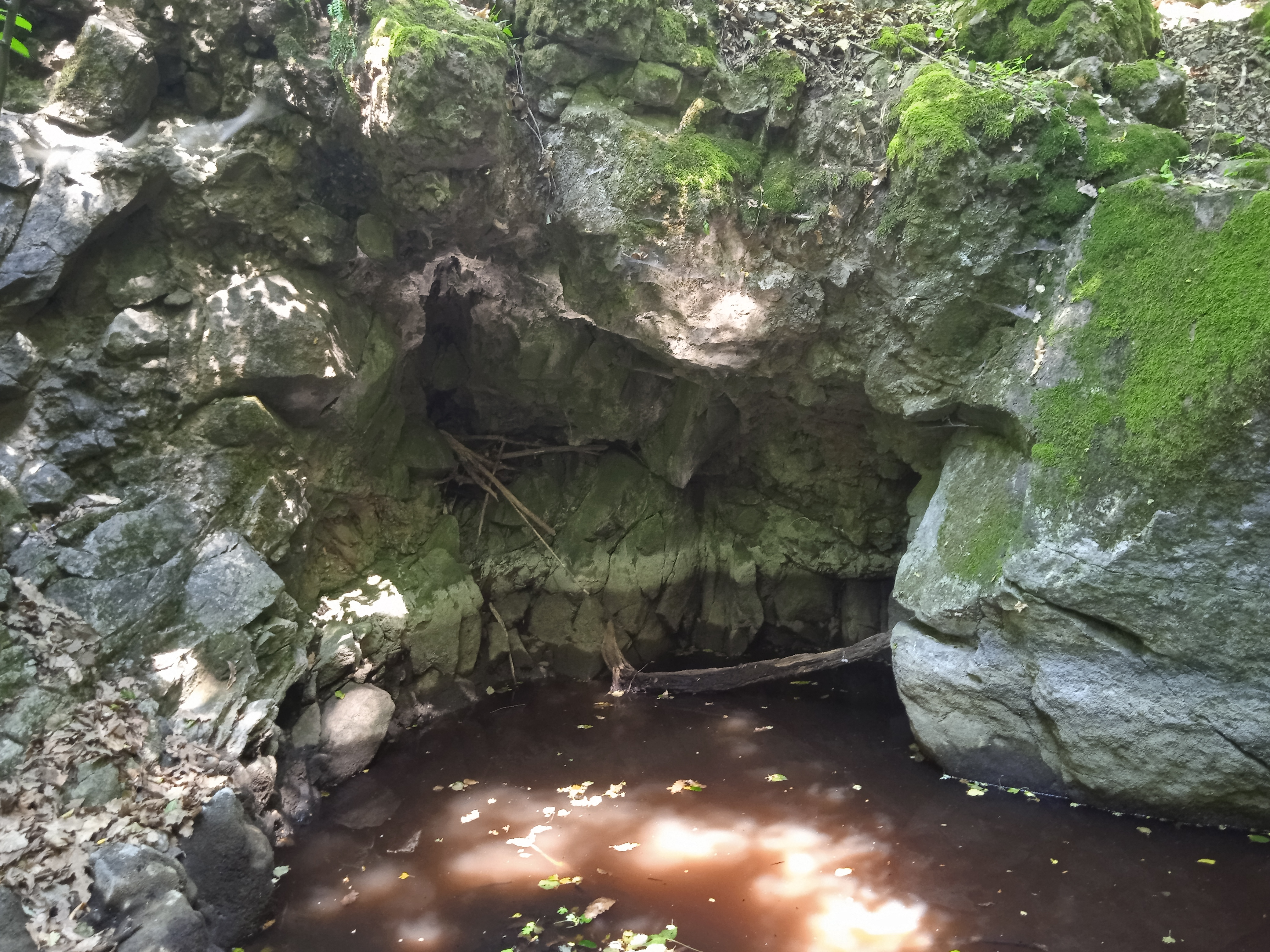
A Sárkányfürdő-barlang

A térképeket és a helyszínrajzot Eszterhás István rajzolta. Az üreget a térképeinek elkészítéséhez Eszterhás István mérte fel. A felmérés 1988. augusztus 20-án történt. Az évkönyvben van egy olyan, fekete-fehér fénykép, amely bemutatja a Sárkányfürdő-barlangot. A fényképet Gönczöl Imre készítette. A kéziratba bekerült egy olyan, fekete-fehér fénykép, amelyen az üregben talált Beraeodes minutus bábházak láthatók. Egy másik, fekete-fehér fényképen láthatók az üregben talált Stenophylax stellatus tegzei, melyek kőmorzsákból épültek.
Az Alba Regia Barlangkutató Csoport 1989. évi évkönyvében van egy olyan helyszínrajz, amely a Cserhát hegység nemkarsztos barlangjainak és mesterséges üregeinek földrajzi elhelyezkedését mutatja be. (Összeállította: Eszterhás István.) A helyszínrajz szemlélteti a Sárkányfürdő-barlang földrajzi elhelyezkedését is. Az évkönyvben van egy összesítés a Cserhát hegység barlangjairól, amely szerint a Sárkányfürdő-barlang (barlangkataszteri terület: 5223) Ecseg egyetlen barlangja. A listában az olvasható, hogy a hegység andezitben kialakult 4 barlangjának egyike a 2 m hosszú és 1,5 m magas barlang.
Az Eszterhás István által 1989-ben írt, Magyarország nemkarsztos barlangjainak listája című kéziratban az olvasható, hogy a Cserhát hegységben, az 5223-as barlangkataszteri területen, Ecsegen lévő Sárkányfürdő-barlang andezitben alakult ki. A barlang 2 m hosszú és 1,5 m magas. A felsorolás szerint a Cserhát hegység nem karsztkőzetben keletkezett 9 barlangjának egyike, illetve Ecseg nem karsztkőzetben keletkezett egyetlen barlangja. A listában meg van említve az a Magyarországon, nem karsztkőzetben kialakult, létrehozott 220 objektum (203 barlang és 17 mesterséges üreg), amelyek 1989. év végéig váltak ismertté. Magyarországon 19 barlang keletkezett andezitben.

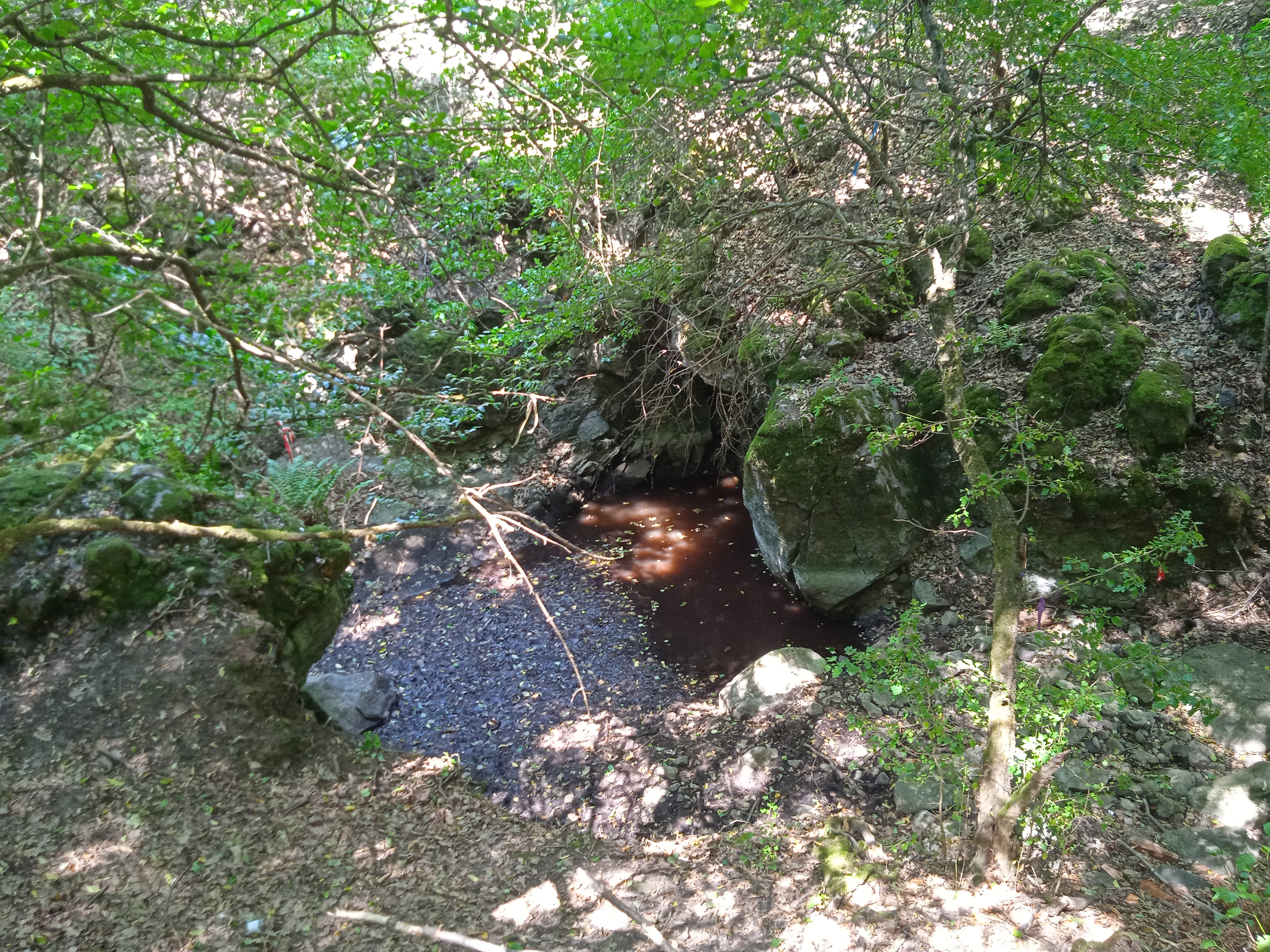
A Sárkányfürdő-barlang

Az 1991. évi Borsodi Műszaki-Gazdasági Életben publikált tanulmányban meg van említve, hogy az oldalazó erózió miatt keletkezett barlangok közül az egyik a Sárkányfürdő-barlang, mely Ecsegen fekszik. Az Eszterhás István által 1993-ban írt, Magyarország nemkarsztos barlangjainak lajstroma című kéziratban meg van említve, hogy a Sárkányfürdő-barlang a Cserhát hegységben, az 5223-as barlangkataszteri területen, Ecsegen helyezkedik el. A Cserhát hegység nem karsztkőzetben kialakult 10 barlangja közül az egyik. Az andezitben keletkezett barlang 2 m hosszú és 1,5 m magas. Az összeállításban fel van sorolva az a Magyarországon, nem karsztkőzetben kialakult, létrehozott 520 objektum (478 barlang és 42 mesterséges üreg), amelyek 1993 végéig ismertté váltak. Magyarországon 178 barlang, illetve mesterségesen létrehozott, barlangnak nevezett üreg alakult ki, lett kialakítva andezitben. Az MKBT Vulkánszpeleológiai Kollektívájának 1997. évi évkönyvében meg van említve, hogy a Sárkányfürdő-barlangban (Ecseg) találhatók ismeretlen, fehér színű bevonatok.
A 2001. november 12-én készült, Magyarország nemkarsztos barlangjainak irodalomjegyzéke című kézirat barlangnévmutatójában meg van említve a Sárkányfürdő-barlang (Cserhát hegység, Ecseg). A barlangnévmutatóban fel van sorolva 8 olyan irodalmi mű, amelyek foglalkoznak az üreggel. Gazda Attila 2006. április 25-én, a helyszínen megvizsgálta a Sárkányfürdő-barlangot (Szuha-patak medre, barlangkataszteri terület: 5223), és megállapította, hogy az üreg nem barlang. Indoklás: az aktív patakmederben keletkezett, eróziós eredetű fülke zárt szelvényére merőleges kiterjedése (1,8 m) nem éri el a 2 m-t.
A 2017. évi Karsztfejlődésben szó van arról, hogy a Sárkányfürdő-barlang Ecseg szélén, a településtől ÉNy-ra 3 km-re, a Cserkúti-patak völgyében helyezkedik el. Annak a gázlónak közelében található, amelyen átmegy a völgyben haladó kocsiút a patak túloldalára. A barlang egy 2 m-es fülkéből áll. A fülke befoglaló kőzete kompakt augitandezit. A patak a kis barlang aljzatán fordul, ezért úgy tűnik, mintha oldalazó erózió miatt alakult volna ki a barlang, de nem ezt tanúsítja a barlangüreg formája. Valószínűleg a törések mentén, a kőtömbök kimozdulása és továbbcsúszása miatt jött létre az üreg. Rengeteg Stenophylax tegez van a barlang alján, a vizes köveken. A kiadványban publikálva lett egy helyszínrajz, amely a Cserhát hegység nemkarsztos barlangjainak földrajzi elhelyezkedését mutatja be. A helyszínrajzon látható a Sárkányfürdő-barlang földrajzi elhelyezkedése is.

## További irodalom
- Eszterhás István: Genotypes of caves in volcanic rocks in Hungary. Conference on the karst and cave research activities of educational and research institutions in Hungary, Jósvafő. 1993. 81–86. old.
- Eszterhás István: Legenden über vulkanische Höhlen in Ungarn. Jahresbericht der Höhlenforscher-gruppe Rhein-Main, Frankfurt a. M. 1997. 50–55. old.
- Eszterhás István: Legenden über vulkanische Höhlen in Ungarn. Slovenský Kras, 1999. (37.) 29–36. old.